# Толбухин, Федот Семёнович
Федот Семёнович Толбухин (около 1650 — 1726) — полковник морского солдатского полка, начальник гарнизона Кроншлота, первый комендант Кронштадта (с 1704 года).
Из ржевских помещиков. В 1686 году был пожалован в стряпчие. 
Отличился в 1-м Азовском походе 1695 года. Участник Северной войны, где отличился в боях на Чудском озере (1702 год). В 1704 году был назначен полковником морского солдатского полка своего имени и начальником гарнизона Кроншлота, позднее стал первым комендантом крепости Кронштадт. Прославился при обороне Котлина (июнь 1704 года и июнь—июль 1705 года), когда его полк дважды отражал высадку шведских десантов на Котлин, наголову разгромив нападавших с большими потерями и вынудив в итоге шведский флот уйти от Котлина.
В честь него в 1736 году в «Толбухин маяк» переименован маяк в Финском заливе, построенный в 1719 году как «Котлинский» — старейший маяк России.
В честь Ф. С. Толбухина названа Северная Толбухинская банка (расположена в Финском заливе у острова Котлин).